# Autoleone
Nella mitologia greca, Autoleone o Autoleonte è uno dei famosi guerrieri che si distinse nella guerra di Troia.

## Nella mitologia
Autoleone era un condottiero di Crotone. Di lui si racconta un episodio nell'Iliade.
Durante la guerra contro i locresi aveva invaso la zona che in vita apparteneva ad Aiace d'Oileo, e rimase dal suo spettro ferito.
Per riuscire a guarire Autoleone cercò, riuscendoci, di placare la rabbia del morto, dovendo offrire un sacrificio nell'isola di Leuca, grazie al consiglio di un oracolo che aveva ricevuto.